# Welcome Air
 (décembre 2022).
Pour les articles homonymes, voir Welcome.

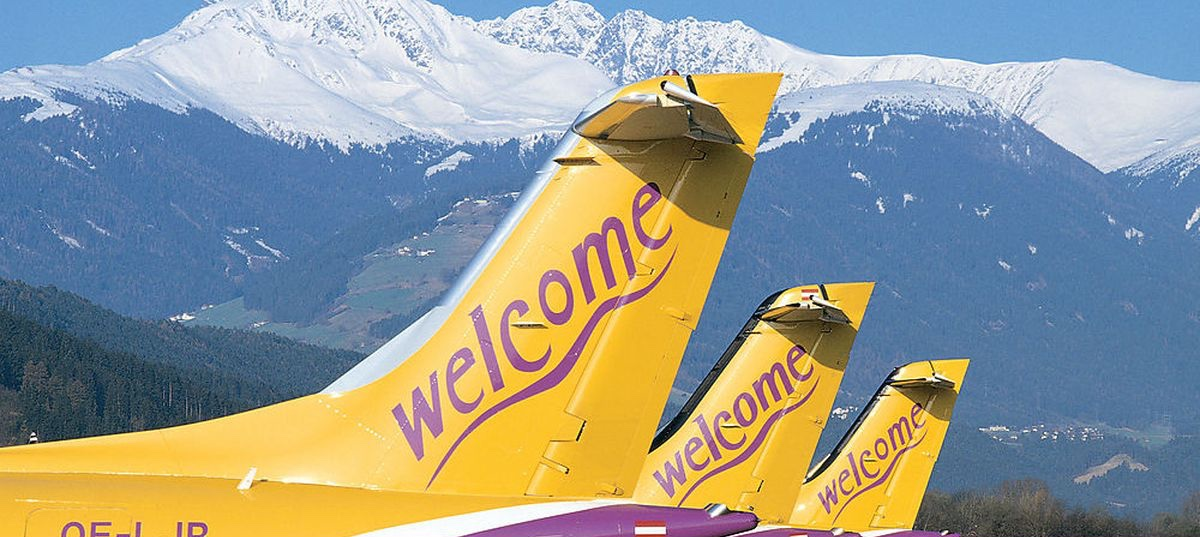
Avions de la compagnie Welcome Air

Welcome Air Luftfahrt était une compagnie aérienne basée à Innsbruck,  Autriche.
Compagnie aérienne régionale du Tyrol (Land), Welcome Air a lancé une ligne vers Graz.  Le 22 mai 2000, les avions jaunes violets Dornier 228 se sont envolés pour la première fois à l'aube d’Innsbruck vers le sud-est.
Elle cesse ses activités le 27 décembre 2017.

## Destinations
Cette compagnie réalisait des vols à la demande, accompagnait les groupes de voyages vers leurs destinations en Europe, Afrique du nord, Russie, Asie centrale et Proche-Orient. En hiver, sa Filiale Tyrol Air Ambulance transportait les skieurs blessés.

## Flotte

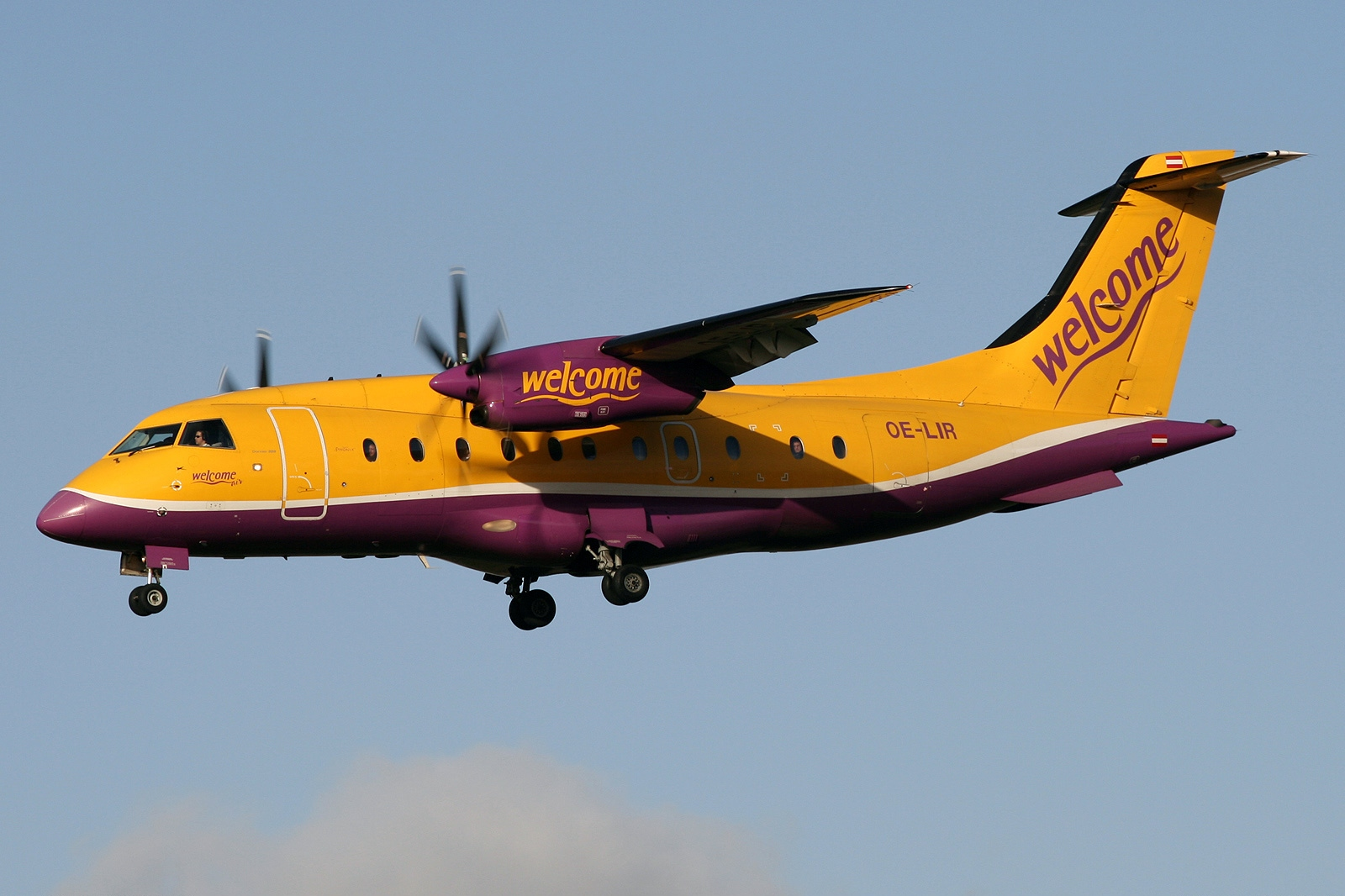
Dornier 328-110

- 2 Dornier 328-110 (reg. OE-GBB, OE-LIR)
- 2 Dornier 328Jet (reg. OE-LJR, OE-HRJ)